# 霍氏瓦蛛
霍氏瓦蛛（学名：Walckenaeria holmi）为皿蛛科瓦蛛属的动物。分布于格陵兰以及中国大陆的吉林等地。该物种的模式产地在格陵兰。